# Ahmad Al Shugairi
 (février 2016).
 (janvier 2025).
Si vous disposez d'ouvrages ou d'articles de référence ou si vous connaissez des sites web de qualité traitant du thème abordé ici, merci de compléter l'article en donnant les références utiles à sa vérifiabilité et en les liant à la section « Notes et références ».
Ahmed Mazen Alshugairi (arabe: أحمد مازن الشقيري - né le 6 juin 1973 à Djeddah, Arabie Saoudite), est un prédicateur saoudien d'origine palestinienne, présentateur et producteur d'émissions de télévision.
Il est surtout connu pour avoir créé et présenté la série d'émissions Khawatir diffusée sur plusieurs chaînes arabes pendant le mois de Ramadan  entre 2005 et 2015.